# Maru (Katmandou)
Pour les articles homonymes, voir Maru (homonymie).
Maru (Devanagari : मरु) est un quartier historique du centre de Katmandou, au Népal, et l'un des lieux culturels les plus importants de la ville. Il est lié à l'origine du nom de Katmandou, et fait partie de ce qui est génériquement connu sous le nom de vallée de Katmandou, qui contient les places du Darbâr (la place de Katmandou, celle de Patan, et celle de Bhaktapur), les anciens complexes de palais royaux, les temples, les sanctuaires et les bâtiments de palais qui ont tous été déclarés sites du patrimoine mondial de l'UNESCO.
Maru est également une place de marché, un lieu de festivals religieux et un quartier résidentiel. C'est un carrefour où se croisent deux anciennes routes commerciales reliant l'Inde et le Tibet.
Maru consiste en une grande place entourée de temples et de maisons de repos. Il présente un exemple typique de carré de l'urbanisme traditionnel newar. Des rues partent de la place et des entrées discrètes mènent à des cours résidentielles où vivent des artisans.

## Traits principaux
Avant les séismes de 2015 au Népal, la place était dominée sur le côté nord par les toits massifs de la pagode de Maru Satah (मरु सत :) (Kasthamandap (en), aujourd'hui en reconstruction). Construit au 12e siècle, il abrite un sanctuaire dédié à Gorakhnath. Il fut érigé comme un abri pour les voyageurs, et il prit sa forme actuelle au XVIIe siècle. Le nom de Katmandou est dérivé de Kasthamandap. 
Sur le côté est se dresse Dhansā Degah (धन्सा देग ; autre nom : Dhunsar), un bâtiment en forme de pagode du 17e siècle. Ses fenêtres en bois sculpté constituent un spécimen de l'art du travail du bois, très développé dans la vallée de Katmandou depuis l'Antiquité. La partie supérieure a été détruite lors du grand tremblement de terre de 1934, et sa hauteur a été raccourcie lors de sa réparation. C'était à l'origine un palais de justice. Un sanctuaire à Nāsa Dya (नास : द्य :), le dieu de la musique, existe au rez-de-chaussée.
Silyan Sata (सिँल्यं सत :) (autre nom : Singha Satah) sur le côté sud de la place date du XVIIe siècle. Il contient des magasins au rez-de-chaussée et une salle de chant à l'étage.
Gakuti (गकुति) est une cour sur le côté ouest. On y trouve un temple dédié à Mahadev.
Lakhu Phalechā (लखु फलेचा), un abri à l'angle d'une allée au sud-ouest, est lié à la fondation du Nepal Sambat (en). C'est là que les porteurs de Bhaktapur se seraient reposés avec leurs charges. La procession de la déesse Dāgin, qui a lieu pendant le festival de Yenya, part de cette maison.
Le temple de Maru Ganeshya (मरु गनेद्य :) sur le côté nord, est l'un des plus importants sanctuaires de Ganesh à Katmandou. 
Maruhiti (मरुहिति) est une célèbre fontaine Dhunge dhara en pierre située dans une ruelle au nord-ouest de Maru. Cette ruelle était autrefois connue sous le surnom de rue de la Tarte en raison des nombreux magasins de tartes qui s'y trouvaient à l'époque des hippies, dans les années 1960 et 1970.

## Galerie

Après le séisme
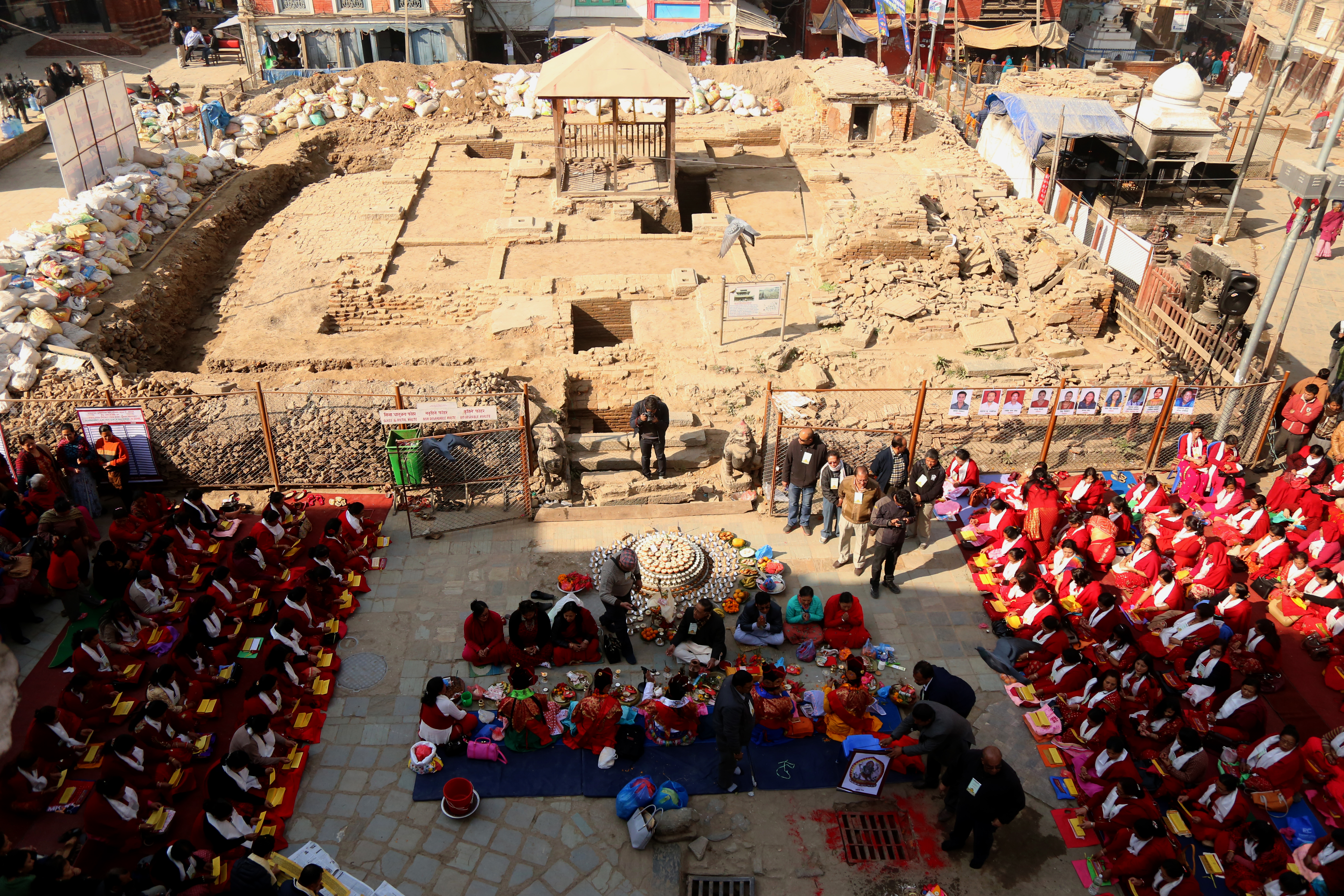
Le Kasthamandap après le séisme de 2015
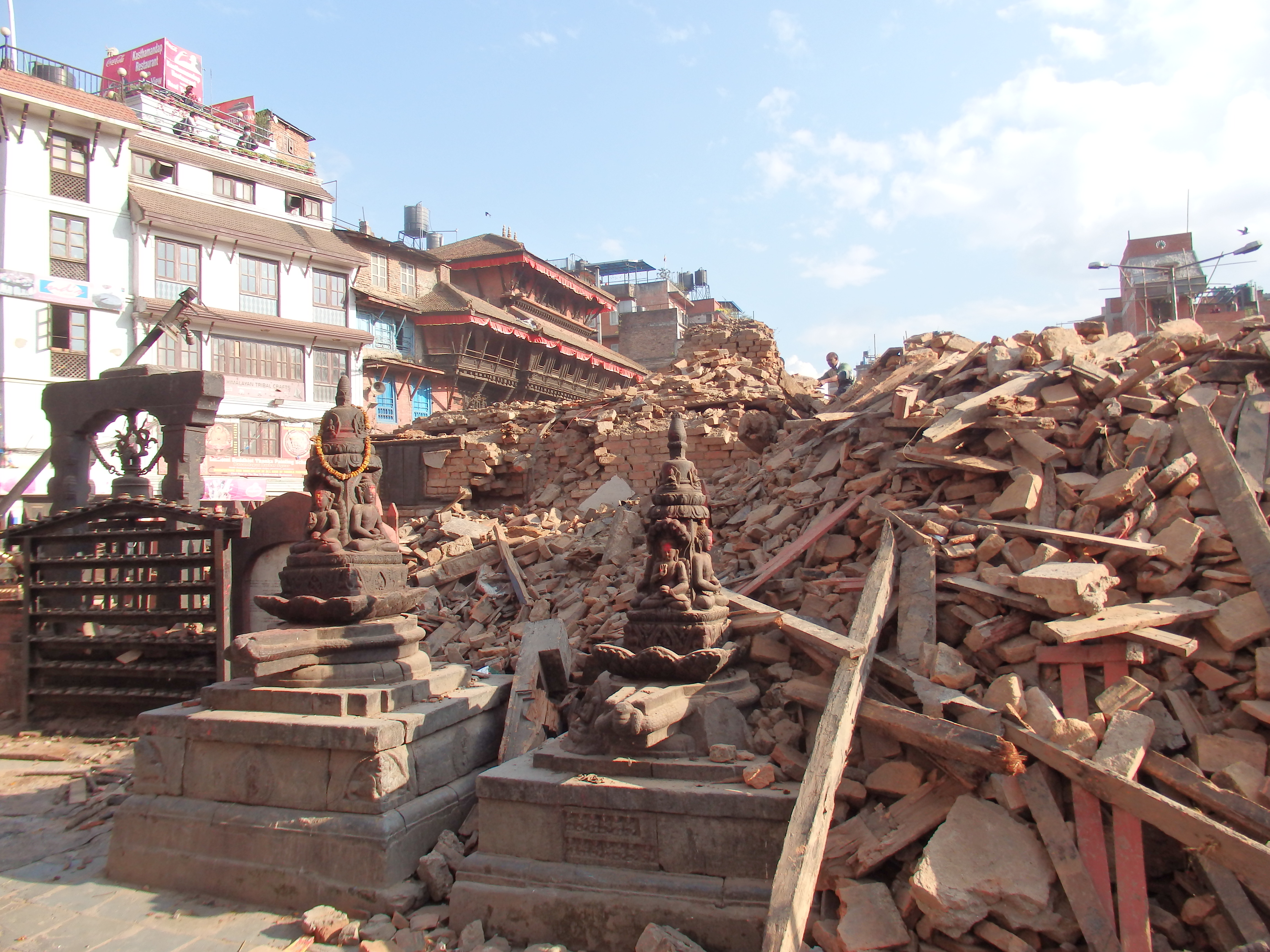
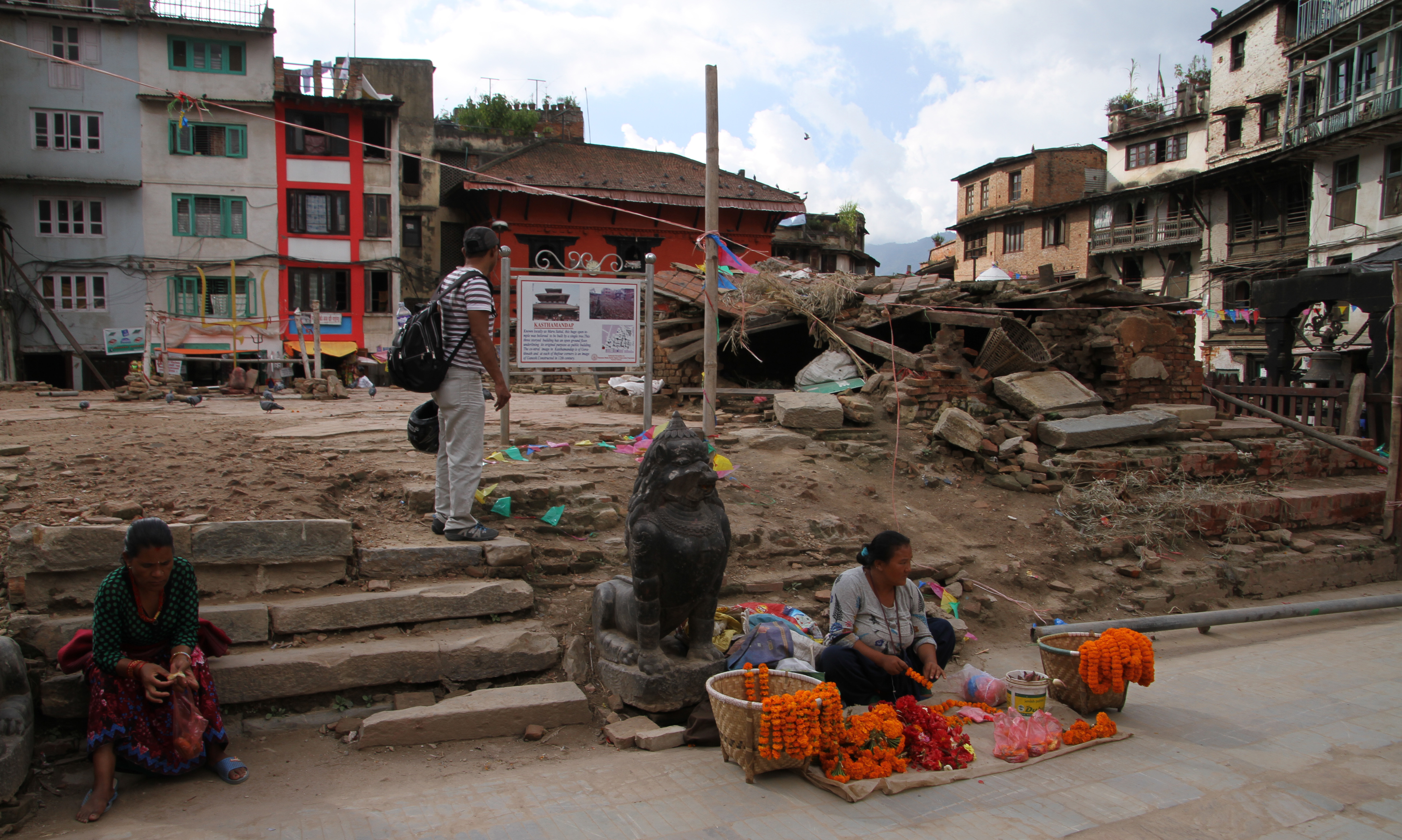

Les temples
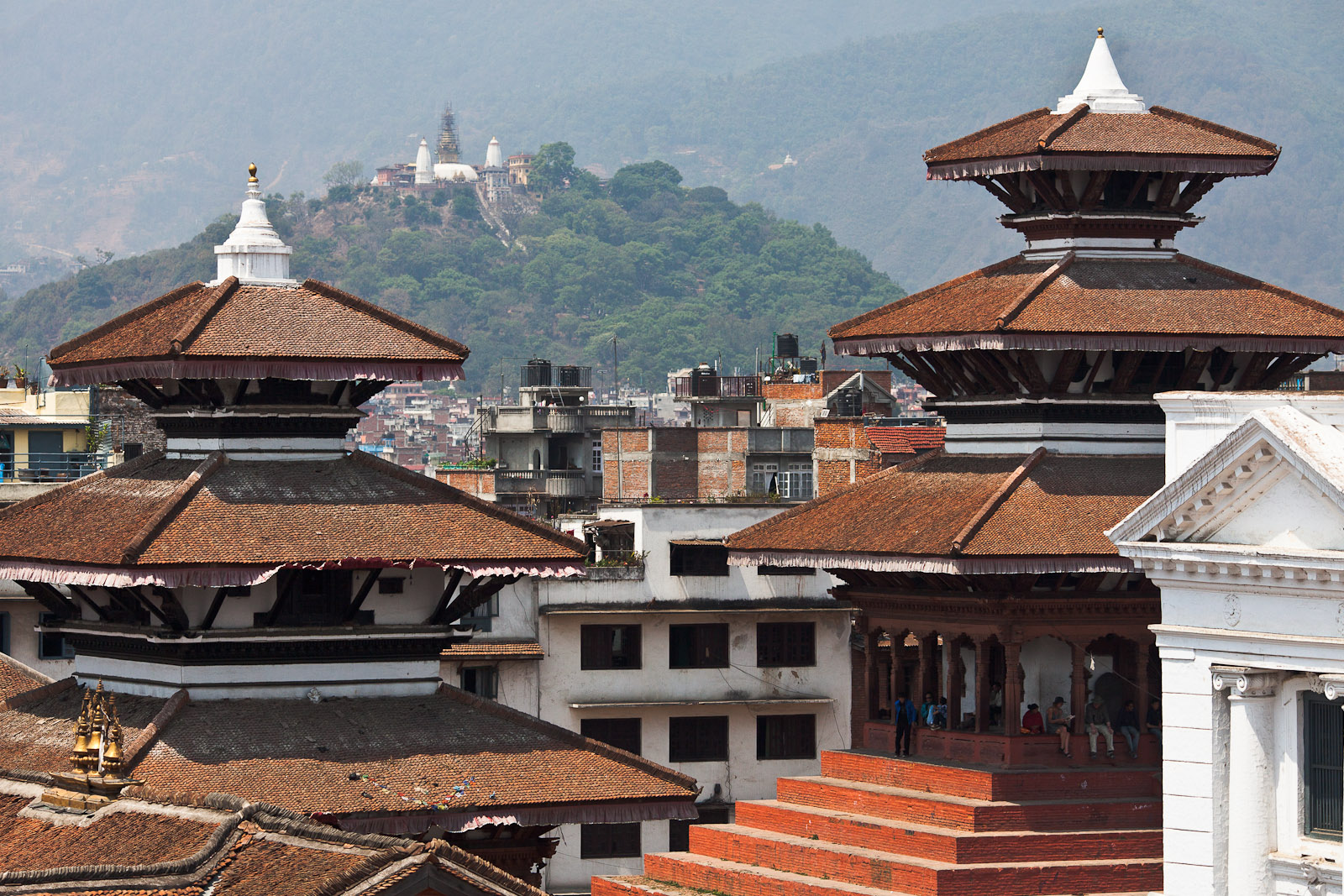
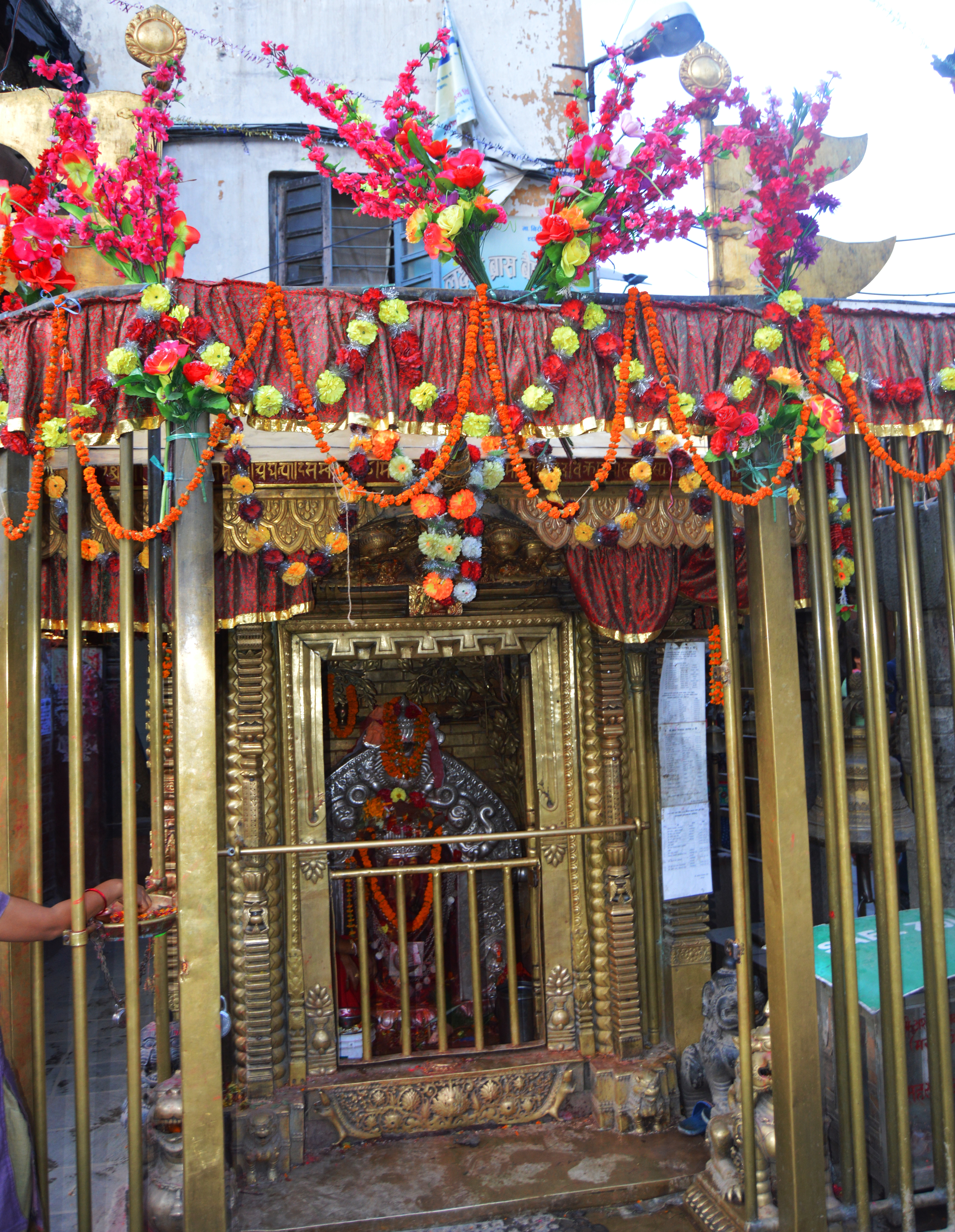
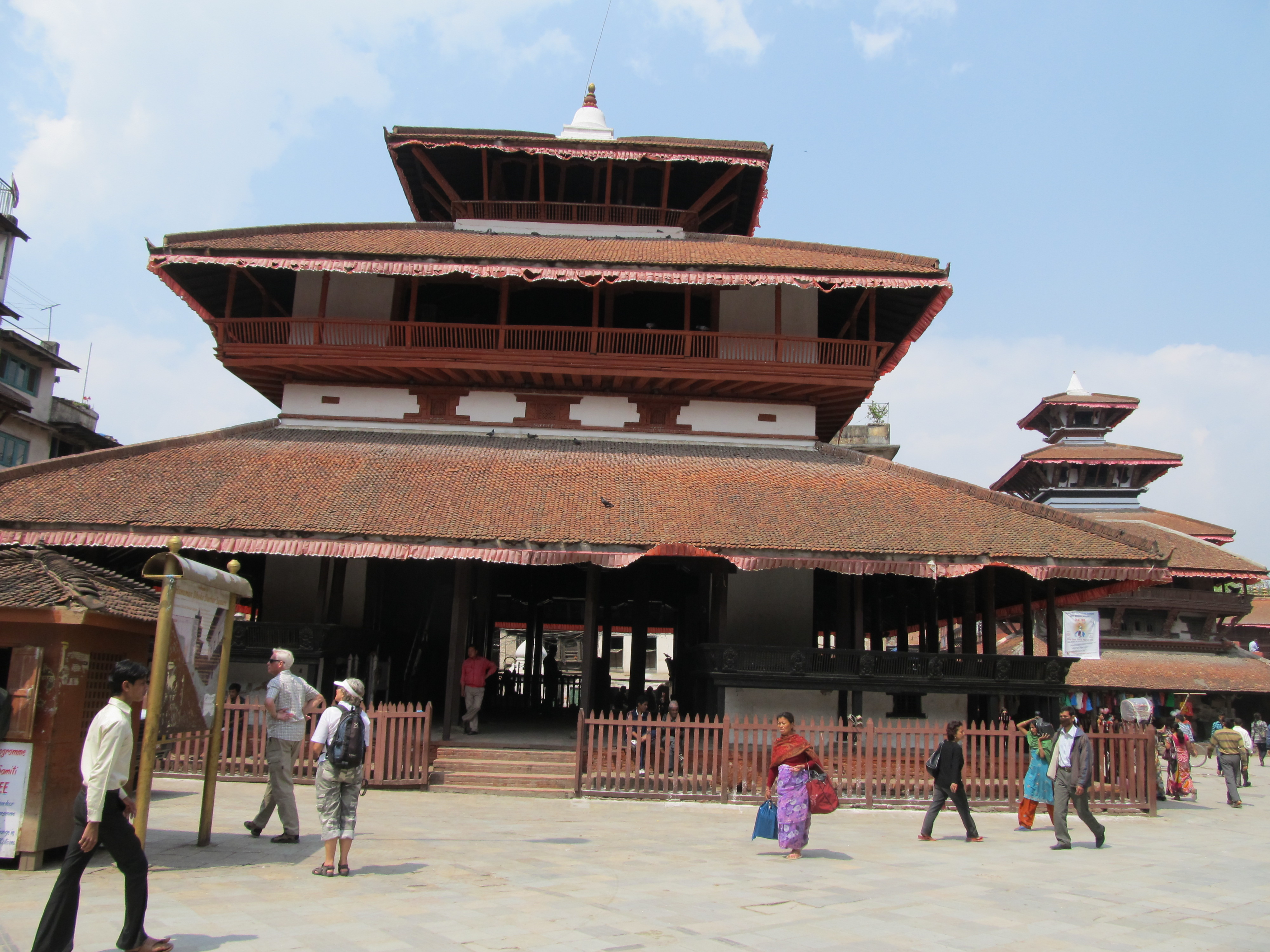
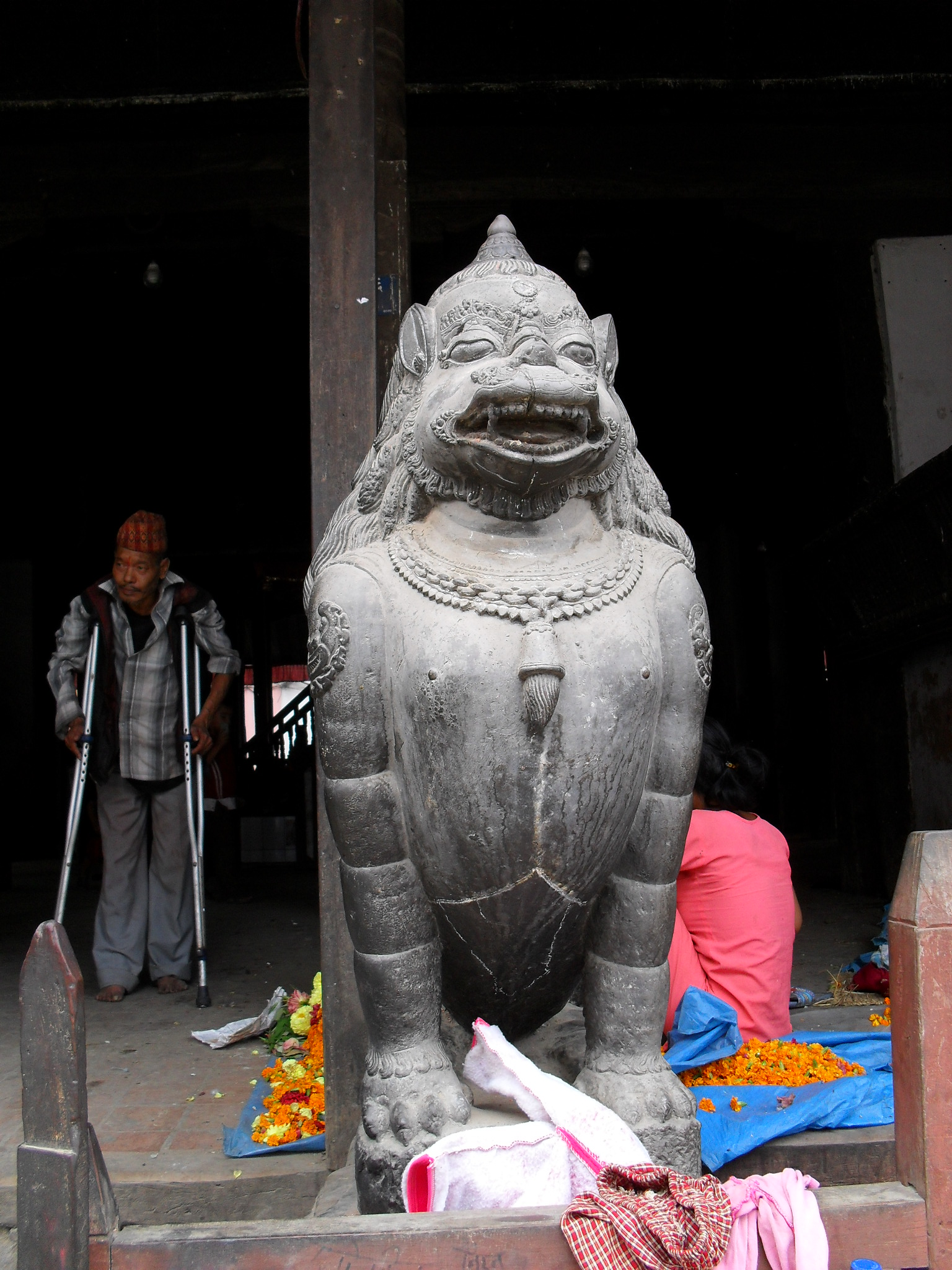
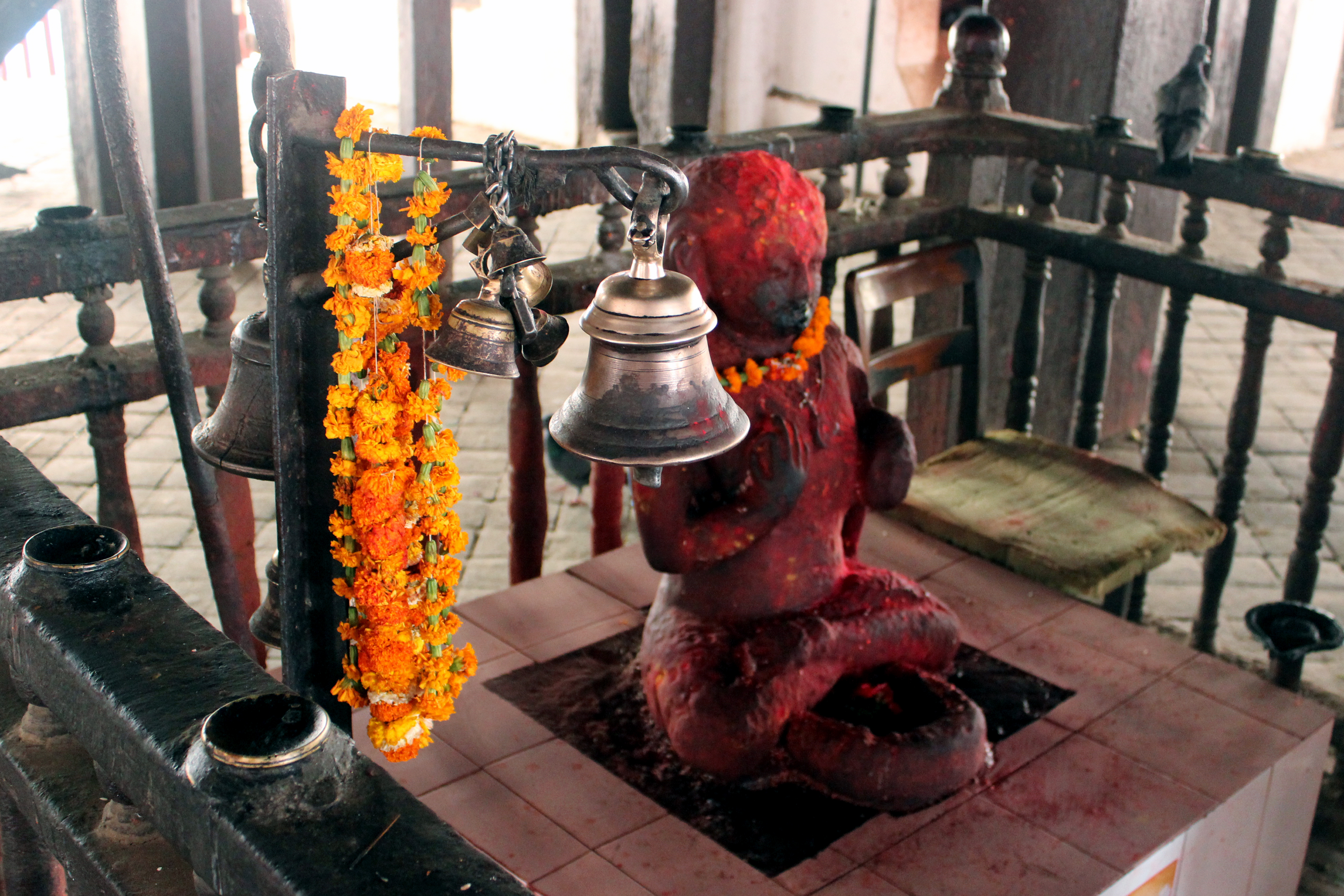

Le marché
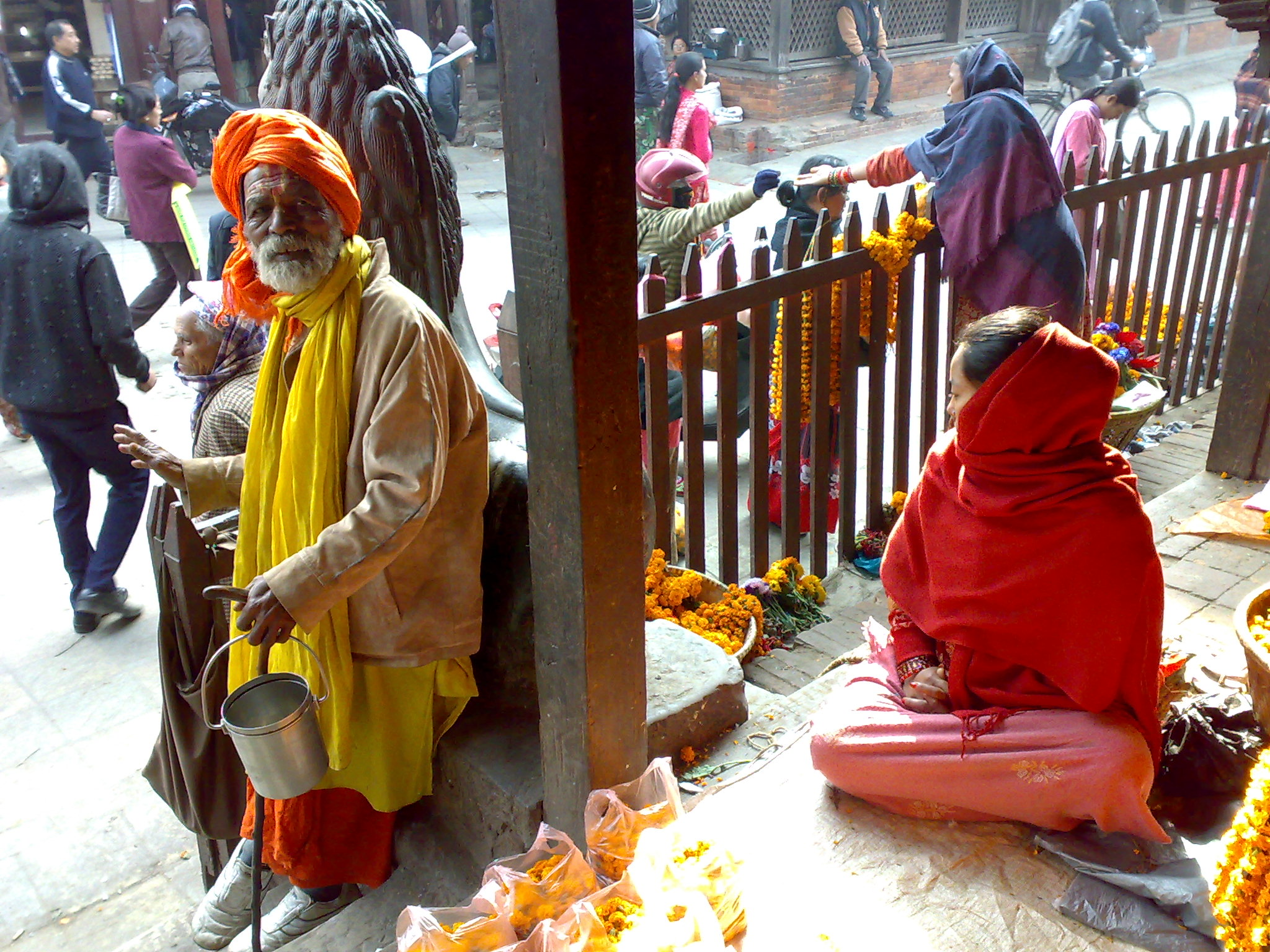
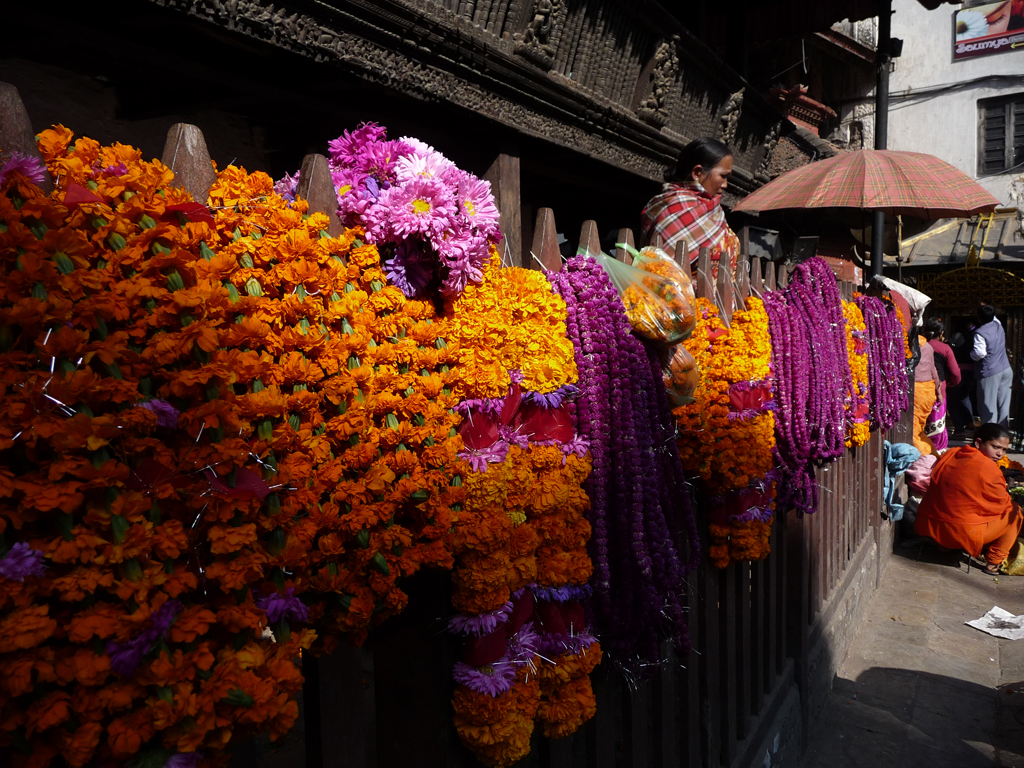
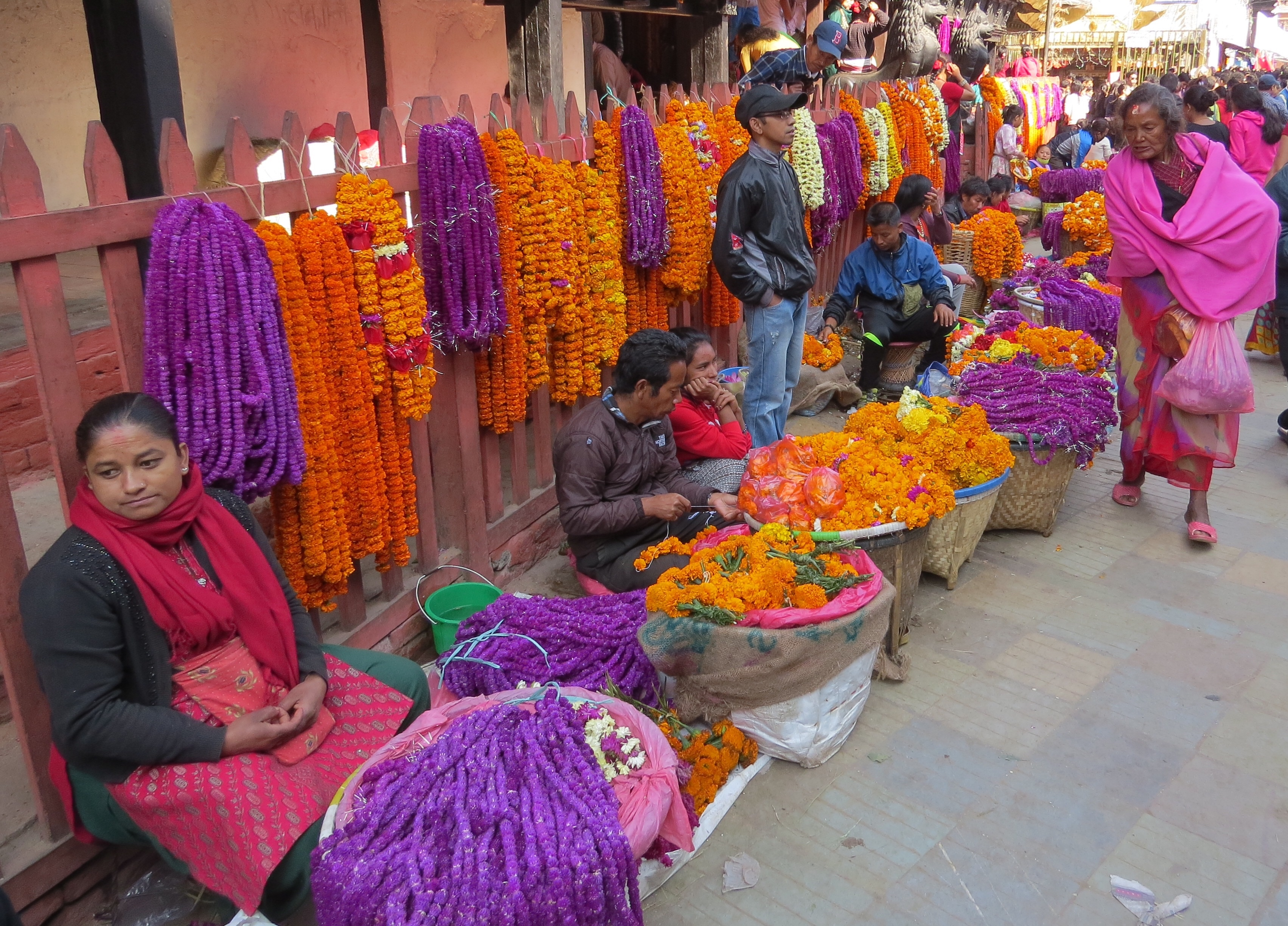
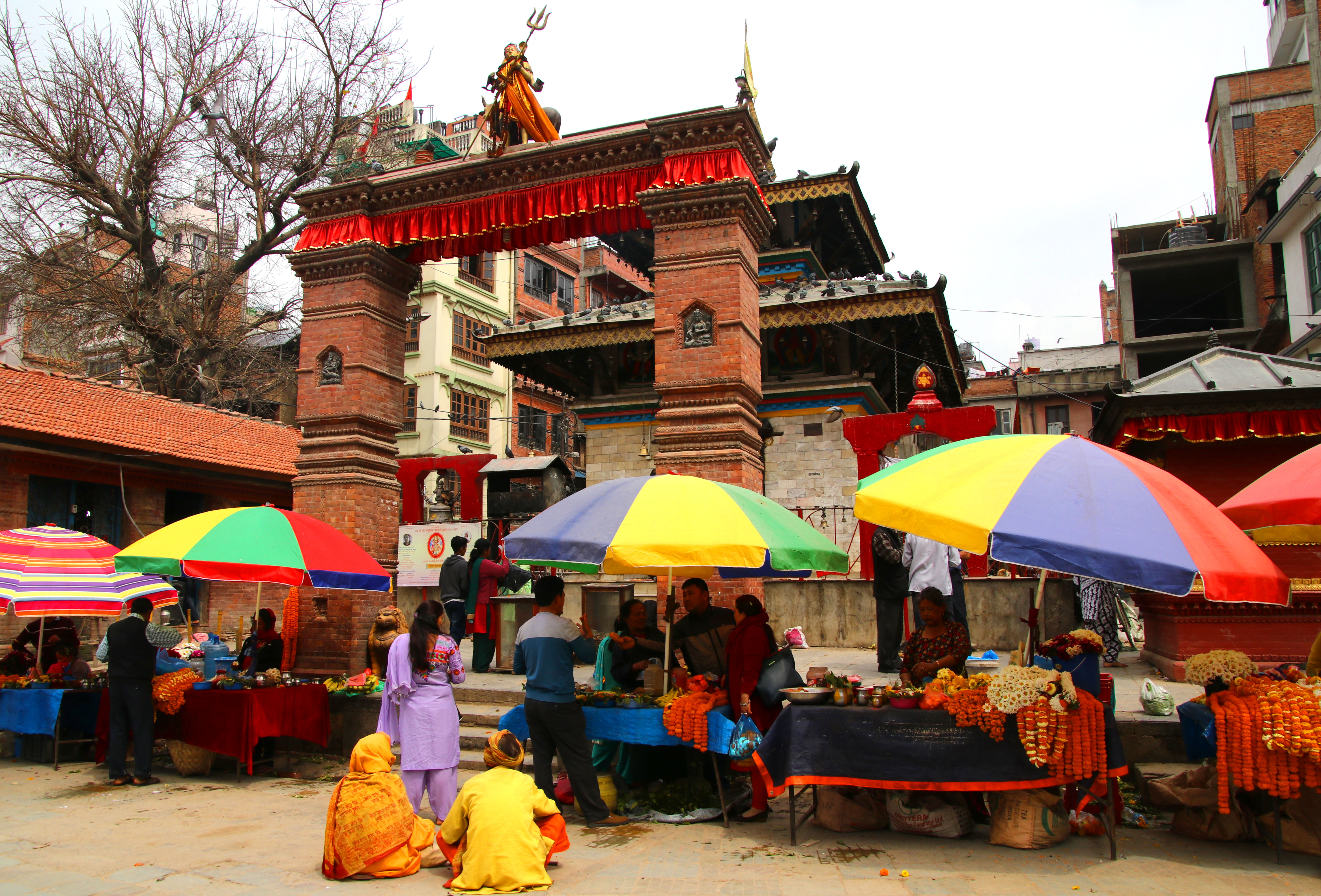

Fontaine Maru hiti
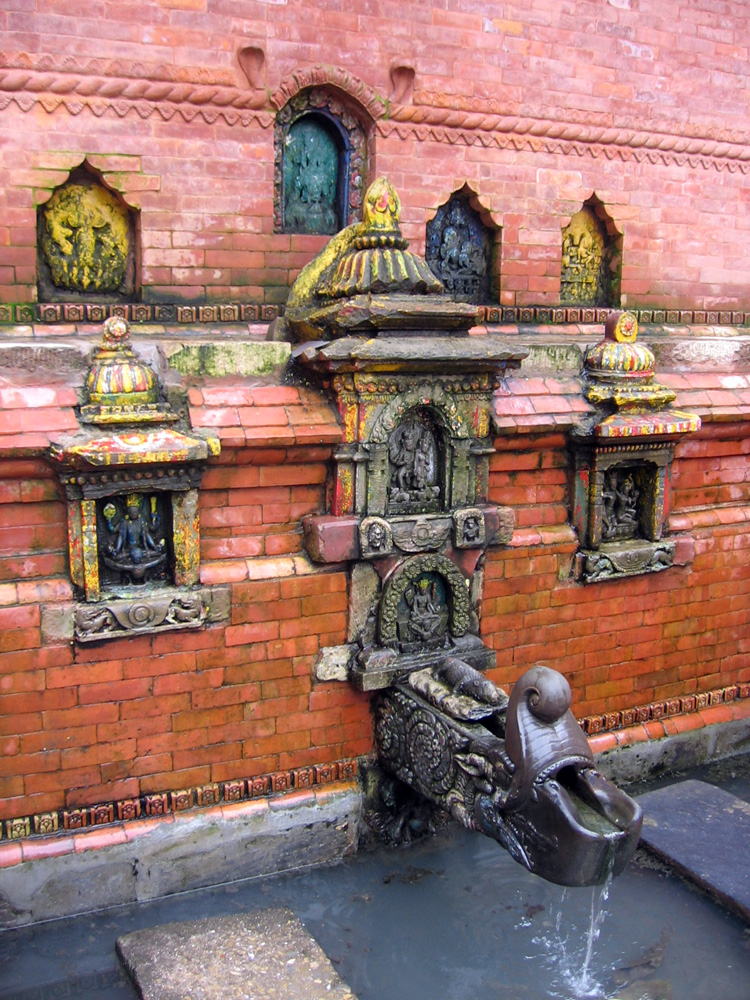
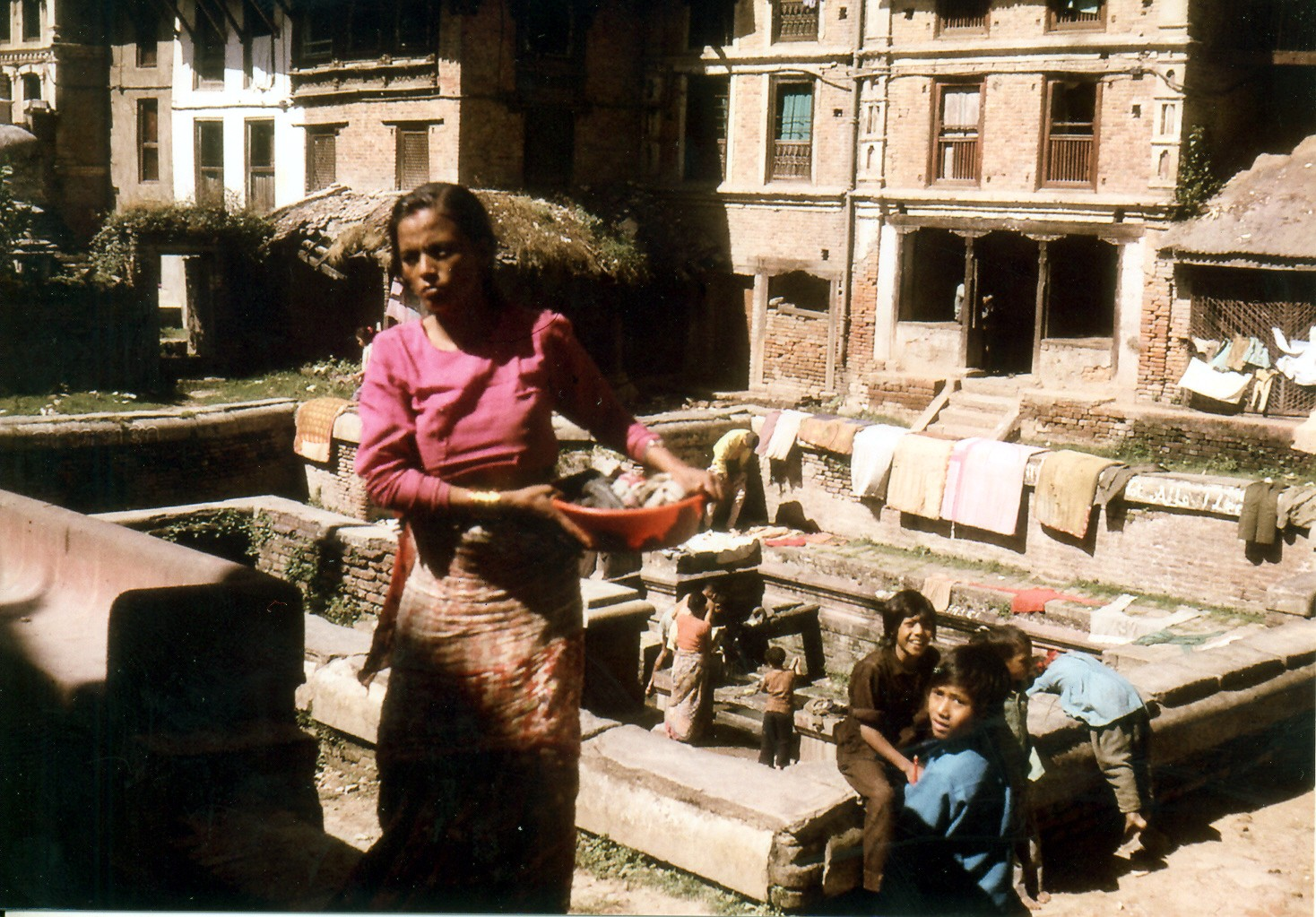
Probablement la fontaine de Maru hiti, 1979
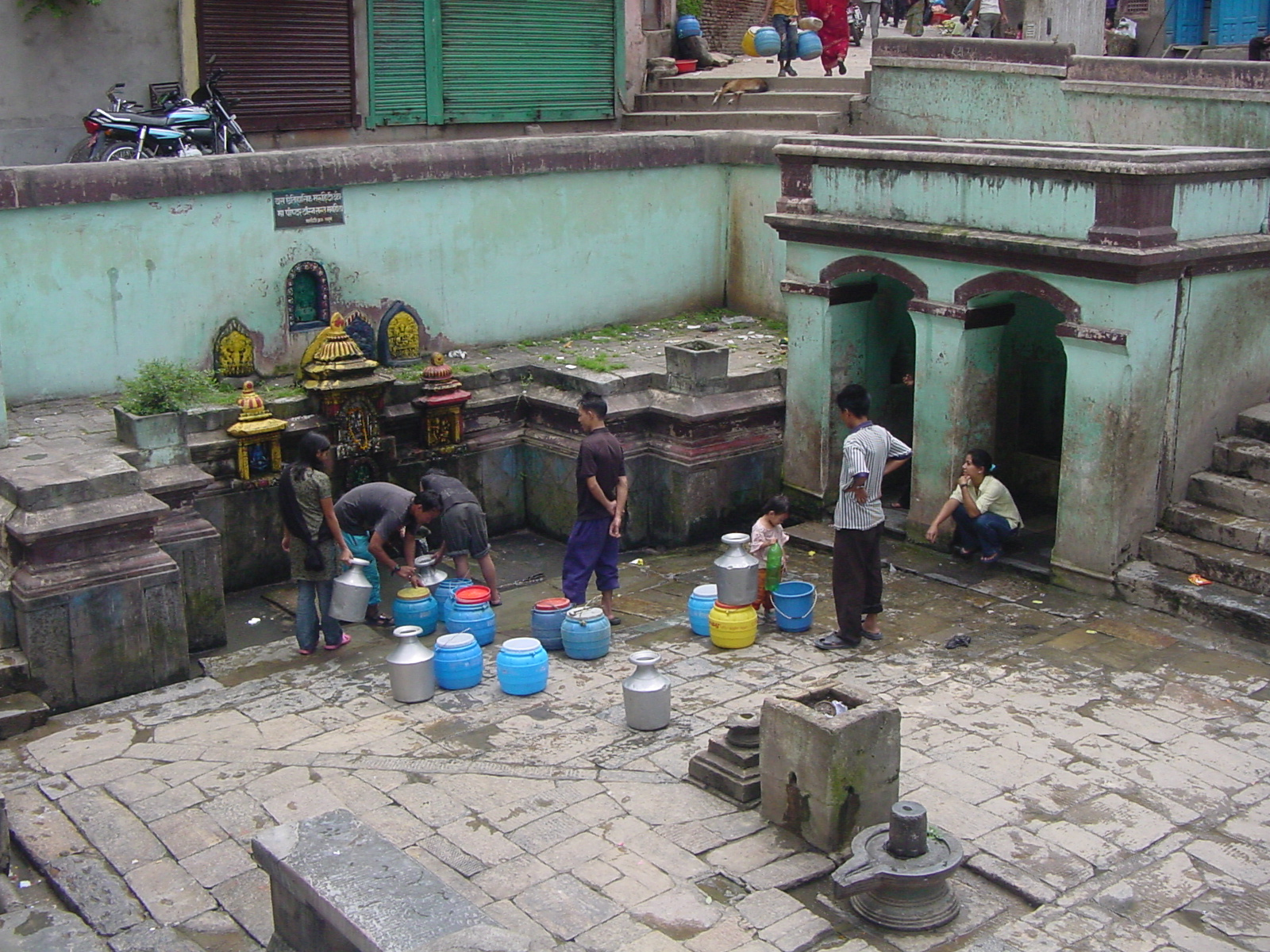
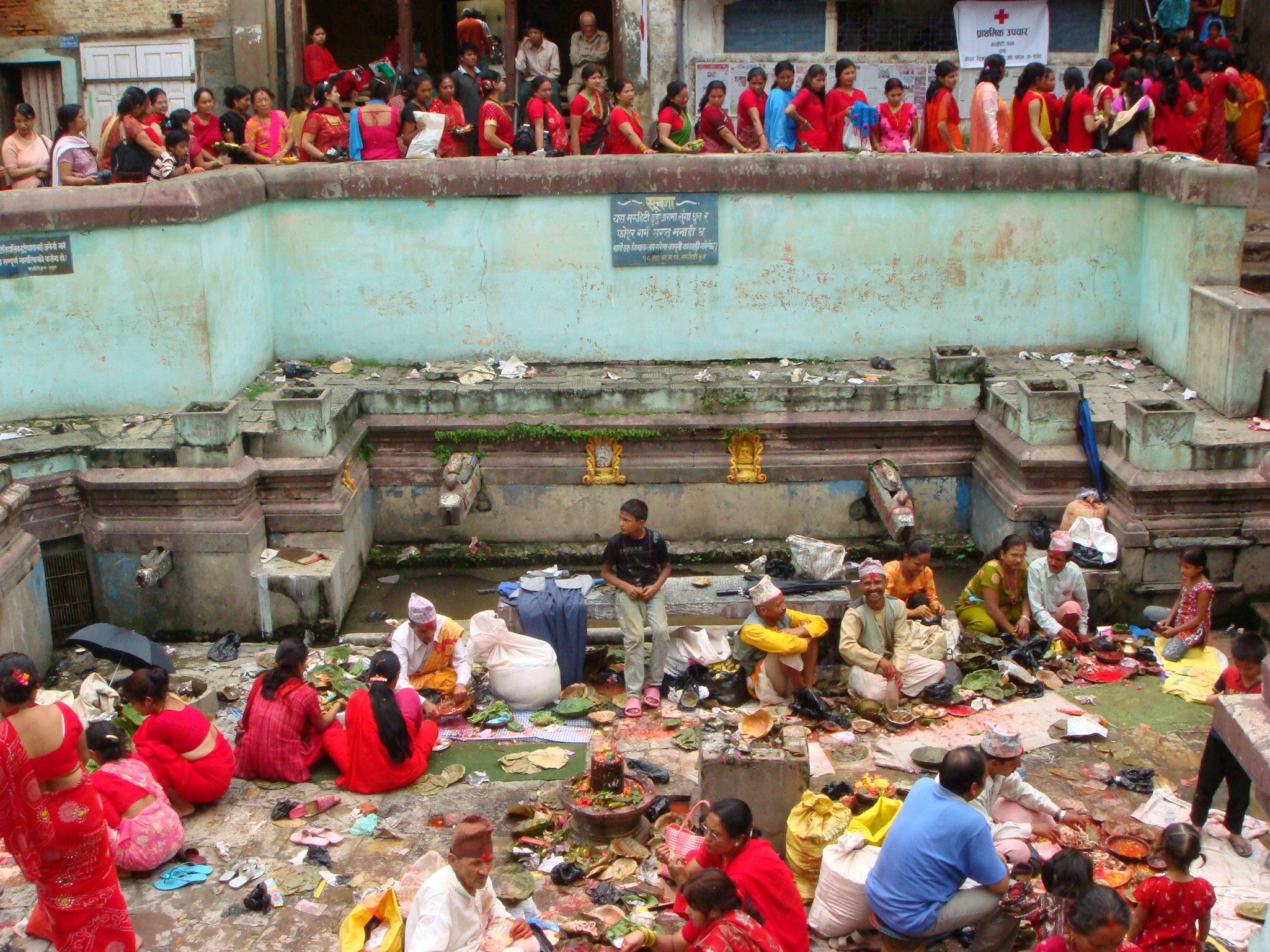